# كودي ماتيرن
كودي ماتيرن (مواليد 23 فبراير 1981) هو مبارز بالسيف من الولايات المتحدة، مثّل بلاده في الألعاب الأولمبية الصيفية 2004.

## روابط خارجية
كودي ماتيرن على موقع الاتحاد الدولي للمبارزة (الإنجليزية)
- كودي ماتيرن على موقع أوليمبيديا (الإنجليزية)